# Taipei Story
Taipei Story (en chino: 青梅竹馬; en pinyin: qīngméi zhúmǎ; literalmente: Ciruelas verdes y caballos de bambú) también conocida en español como Una historia de Taipéi, es una película taiwanesa de 1985 dirigida por Edward Yang, que también compone la banda sonora y parte del guion. Es su segundo largometraje y el tercero de todos sus trabajos cinematográficos. El reparto incluye al cineasta Hou Hsiao-hsien, amigo del director, y a la cantante Tsai Chin, posterior esposa de Yang. Es una de las muestras tempranas de la Nueva ola del cine taiwanés.
En el año 2017, el World Cinema Project llevó a cabo una remasterización en 4K de la película

## Explicación del título
El título original 青梅竹馬 ("Ciruelas verdes y caballos de bambú") hace referencia a las ciruelas chinas (o ume) y a cómo los niños usaban bambú para fingir que montaban a caballo. El modismo alude a un poema de Li Bai del siglo VIII, que en China es famosa como reflejo del amor en la temprana juventud y que se puede asociar a la relación de la pareja principal de la película. El título occidental (Taipei Story) alude a la película japonesa de 1953 Cuentos de Tokio (Tokyo Story en inglés). Este título hace énfasis en la ambientación de la película, que también es un elemento importante de su argumento.

## Trama

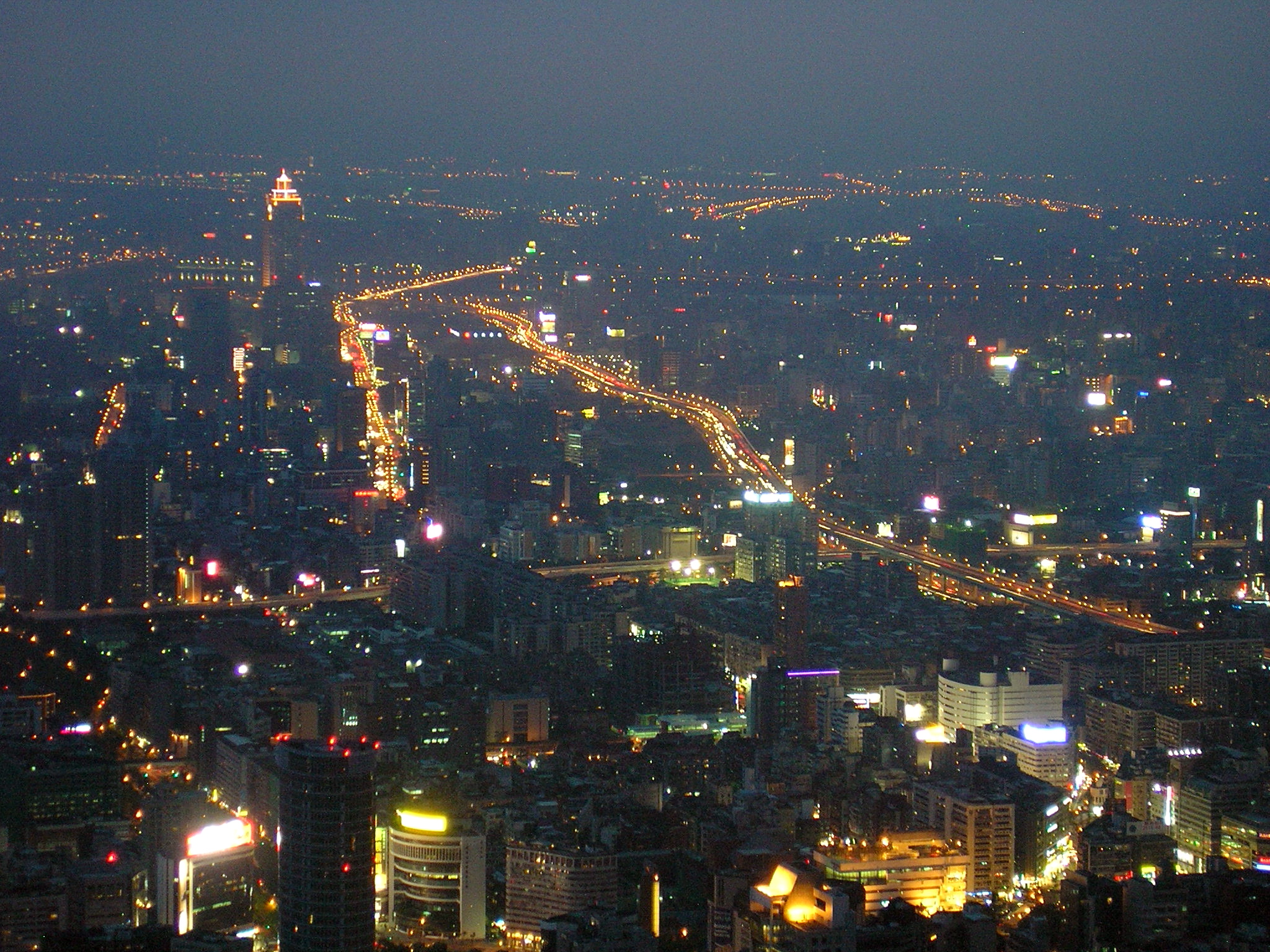
Taipéi, ciudad donde se desarrolla la historia en los años 80.

La protagonista, Chin (Tsai Chin), una mujer joven que trabaja en el mundo empresarial, busca encontrar un futuro en la caótica y frenética ciudad de Taipéi. Tiene la esperanza de que su novio, Lung (Hou Hsiao-hsien) sea la clave de su futuro, pero este vive anclado a un pasado glorioso en el que se entremezclan el béisbol y las viejas tradiciones de respeto, que le obligan a salvar a su padre de la ruina.

## Reparto
| Actor           | Personaje                                                          |
| --------------- | ------------------------------------------------------------------ |
| Tsai Chin       | Chin, secretaria y protagonista principal                          |
| Hou Hsiao-hsien | Lung, exjugador de béisbol                                         |
| Wu Nien-jen     | Ch'en, amigo de Lung, taxista y también antiguo jugador de béisbol |
| Lin Hsiu        | ling - Ling                                                        |
| Ke Su-yun       | Gwan                                                               |
| Ko I-chen       | Sra. Ke, arquitecta                                                |
| Mei Fang        | Madre de Chin                                                      |
| Wu Ping-nan     | Padre de Chin                                                      |
| Yang Li-yin     | Esposa de Ch'en                                                    |
| Chen Shu-fang   | La señora Mei, jefa de Chin                                        |
| Lai Te-nan      | Entrenador de béisbol                                              |

## Premios
| Año  | Ceremonia o festival       | Premio                | Premiado        | Resultado |
| ---- | -------------------------- | --------------------- | --------------- | --------- |
| 1985 | Festival de Locarno        | FIPRESCI              |                 |           |
| 1985 | Festival de Cine de Taipéi | Mejor actor principal | Hou Hsiao Hsien | Nominado  |
| 1985 | Festival de Cine de Taipéi | Mejor fotografía      | Yang Wei Hang   | Nominado  |